# Tunku Imran

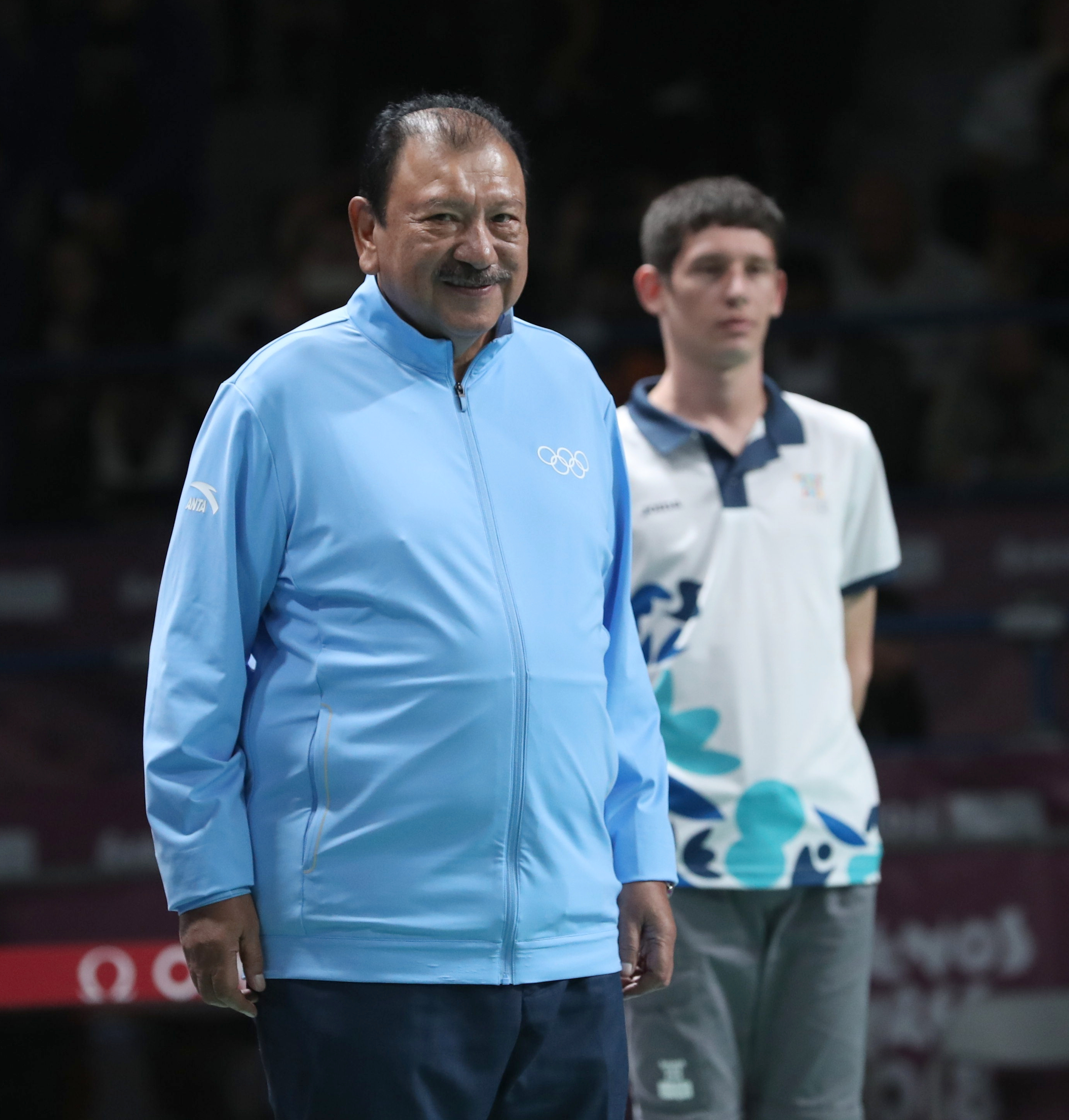
Tunku Imran bei den Olympischen Jugend-Sommerspielen 2018.

Tan Sri Dato' Seri Tunku Imran ibni Almarhum Tuanku Ja’afar al-Haj  (* 21. März 1948 in Seremban) ist ein malaysischer Sportfunktionär und ehemaliger Squashspieler.

## Allgemeines
Tunku Imran ist der zweite Sohn des 2008 verstorbenen Herrschers (Yamtuan Besar) des malaysischen Bundesstaates Negeri Sembilan Tuanku Jaafar. Seine Schulzeit verbrachte er in Großbritannien, wo er die King’s School in Canterbury besuchte. An der University of Nottingham studierte er Jura und machte 1970 seinen Bachelor of Laws. Die Anwaltskammer Gray’s Inn in London berief ihn 1971 zum Barrister. Nach seiner Rückkehr nach Malaysia hatte er verschiedene Managementposten in nationalen Unternehmen inne.
2009 wurde er mit einer internationalen Ehrendoktorwürde der United States Sports Academy ausgezeichnet. 2009 gewährte ihm die University of Nottingham die Ehrendoktorwürde im Rechtswesen. 2014 verlieh ihm die University of Glasgow die Ehrendoktorwürde.

## Sportliche Karriere und Administration
Tunku Imran war aktiver Squashspieler. 1973 wurde er Landesmeister und spielte bis 1976 in der malaysischen Nationalmannschaft.
1988 war er Chef de Mission der malaysischen Olympiamannschaft bei den Olympischen Sommerspielen von Seoul. Seit 1998 ist er Präsident des malaysischen NOKs. Von 1989 bis 2002 war er Präsident der World Squash Federation, danach übernahm er die Schirmherrschaft dieser Organisation.

## IOC-Mitgliedschaft
Tunku Imran wurde 2006 zum IOC-Mitglied gewählt. Er ist Mitglied der Kommission für Sport und Gesellschaft. Zudem ist er Mitglied des Internationalen Sportgerichtshofes.